# Nicolas Sanson
Nicolas Sanson (Abbeville, 20. prosinca 1600. − Pariz, 7. srpnja 1667.), francuski kartograf i utemeljitelj pariške kartografske škole koja je preuzela primat nauštrb Belgije i Nizozemske.

## Životopis
Rođen je u staroj pikardijskoj obitelji škotskog podrijetla, a školovao se kod isusovaca u Amiensu. Kartografsku karijeru započeo je vrlo rano, sa samo 18 godina kada je izradio zemljovid Galije čime je stekao naklonost kardinala Richelieua, a potom i francuskog kraljevskog dvora. Lekcije geografije predavao je Luju XIII. i Luju XIV., a o utisku svjedoči podatak da je Luj XIII. prilikom posjeta Abbevilleu radije boravio sa Sansonom na gradilištu fortifikacija nego u kraljevskim odajama. Prilikom jednog od tih sastanaka kralj je Sansona imenovao državnim vijećnikom.
Kartografskim izdavaštvom aktivnije se počinje baviti 1627. godine kada je izdana dotjeranija Galilee antiquae descriptio geographica, a 1632. u suradnji s graverom M. Tavernierom izdaje i Carte géographique des postes qui traversent la France. Nakon što je izdao i više atlasa počinje aktivno surađivati s izdavačem P. Marietteom. Godine 1647. optužio je isusovca P. Labbea za plagiranje s obzirom na to da je njegov Pharus Galliae Antiquae (1644.) bio sličan starijem Sansonovom zemljovidu Galije. Godinu dana kasnije izgubio je najstarijeg sina Nicolasa koji je poginuo u ratu protiv Španjolaca. Umro je 7. srpnja 1667. u Parizu, a na mjestu geografa kraljevskog dvora naslijedili su ga sinovi Adrien i Guillaume.
Zbog velikih kartografskih doprinosa i suradnje s kraljevskim dvorem, Sansona se često naziva „osnivačem” francuske kartografije što nije sasvim točno jer je tijekom 16. stoljeća u Dieppeu djelovalo više značajnih imena poput P. Desceliersa, G. Le Testua i G. Brouscona.

## Opus
- Galilee antiquae descriptio geographica (1627.)
- Carte géographique des postes qui traversent la France (1632.)
- Graeciae antiquae descriptio (1636.)
- L'Empire romain (1637.)
- Britannia, ou recherches de l'antiquité d'Abbeville (1638.)
- La France (1644.)
- Tables méthodiques pour les divisions des Gaules (1644.)
- L'Angleterre, l'Espagne, l'Italie et l'Allemagne (1644.)
- Le Cours du Rhin (1646.)
- In Pharum Galliae antiquae Philippi L'Abbe disquisitiones (1648.)
- Remarques sur la carte de l'ancienne Gaule de César (1651.)
- L'Asie (1652.)
- Index geographicus (1653.)
- Les Estats de la Couronne d'Arragon en Espagne (1653.)
- Geographia sacra (1653.)
- L'Afrique (1656.)
- Cartes generales de toutes les parties du monde (1658.)

## Poveznice
- Povijest kartografije